# Орбітальне зближення екстремального масового співвідношення

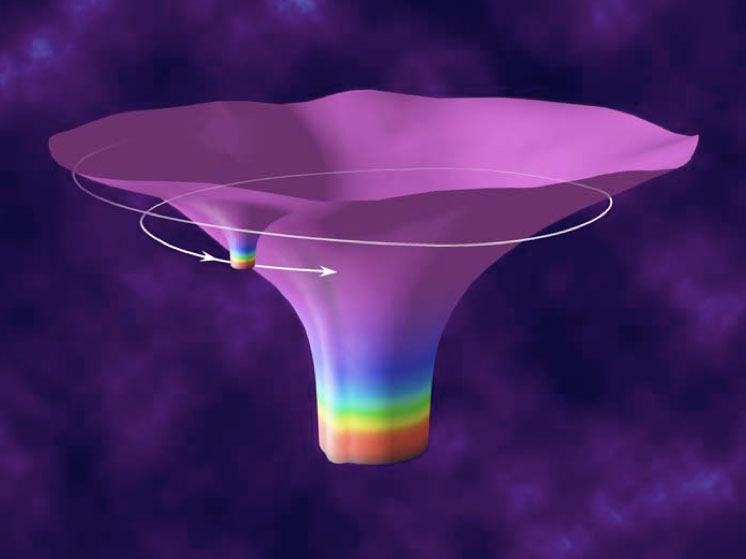
Художнє враження від простору-часу, породженого орбітальним зближенням екстремального масового співвідношення.

В астрофізиці, Орбітальне зближення екстремального масового співвідношення, англ. Extreme mass ratio inspiral (ОЗЕМС, англ. EMRI) — це обертання порівняно легшого об’єкта навколо набагато важчого (у 10000 разів або більше) об'єкта, який поступово втрачає матерію й наближається до масивного об’єкта через емісію гравітаційних хвиль. Такі системи можуть бути в центрах галактик, де можуть бути виявлені компактні об'єкти зоряної маси, такі як чорні діри зоряної маси чи нейтронні зорі, що обертається навколо надмасивної чорної діри. У випадку чорної діри на орбіті навколо іншої чорної діри це подвійна чорна діра крайнього масового співвідношення. Термін ОЗЕМС (англ. EMRI) може бути використаний як коротке позначення для випромінюваної гравітаційної хвилі, а також для позначення самої системи обертання.
Основна причина наукового інтересу до ОЗЕМС є те, що вони є одним з найбільш перспективних джерел для гравітаційно-хвильової астрономії за умови використання майбутніх космічних детекторів космічного, таких як розвинута космічна антена лазерного інтерферометра — РКАЛІ (англ. eLISA). Якби такі сигнали були надійно виявлені, вони дозволили б точно виміряти масу й кутовий момент центрального об'єкта, що, в свою чергу, зробило б важливий внесок у моделювання формування й еволюції надмасивних чорних дір. Більше того, сигнал гравітаційної хвилі забезпечує детальну карту геометрії простору-часу, що оточує центральний об'єкт, що дозволяє безпрецедентні випробування прогнозів спеціальної теорії відносності в режимі сильної гравітації.

## Огляд

### Науковий потенціал

Характерна деформація-напруженість сигналів ОЗЕМС залежно від частоти. Вони лежать у чутливій зоні для космічних детекторів, таких як LISA — космічна антена лазерного інтерферометра — КАЛІ (LISA) або розвинута космічна антена лазерного інтерферометра — РКАЛІ (eLISA), але за межами смуги для наземних детекторів, таких як лазерно-інтерферометрична гравітаційно-хвильова обсерваторія — ЛІГО (LIGO) або Масиви пульсацій пульсарів (Pulsar timing arrays), такі як європейський EPTA (European Pulsar Timing Array).

Якби успішно виявити гравітаційно-хвильовий сигнал від ОЗЕМС, він приніс би великий обсяг астрофізичних даних. ОЗЕМСи розвиваються повільно і роблять багато обертів (~10000), перш ніж врешті-решт, зливаються в один астрономічний об’єкт. Відтак, гравітаційно-хвильовий сигнал кодує точну карту простору-часу геометрії надмасивної чорної діри. Отже, цей сигнал може бути використаний для точної перевірки передбачень загальної теорії відносності в режимі сильної гравітації; режим, в якому загальна теорія відносності повністю невипробувана. Зокрема, можна з високою точністю перевірити гіпотезу про те, що центральний об'єкт справді є надмасивною чорною дірою шляхом вимірювання квадрупольного моменту гравітаційного поля з точністю до десятих часток відсотка.
Крім того, кожне спостереження системи ОЗЕМСу дозволить точне визначення параметрів системи, в тому числі:
- Масу і кутовий момент центрального об'єкта з точністю до 1 до 10000. Зібрання статистики маси і кутового моменту великої кількості надмасивних чорних дір має допомогти в пошуках відповіді на питання щодо їх утворення. Якщо кутовий момент надмасивних чорних дір великий, то вони, ймовірно, набули більшу частину маси шляхом поглинання газу з їхнього акреційного диску. Помірні значення кутового моменту покажуть, що об'єкт, швидше за все, утворюється в результаті злиття кількох дрібніших об'єктів з аналогічною масою, у той час як низькі значення покажуть, що маса зростала шляхом поглинання дрібних об'єктів, які надходили з випадкових напрямків.[1]
- Масу орбітального об'єкту з точністю до 1 до 10000. Природа цих мас може дати цікаві результати в обрахунку компактних об'єктів в ядрах галактик.[1]
- ексцентриситет (1 до 10000) і (косинус) нахилу (1 до 100-1000) орбіти. Статистичні дані для значень, пов'язаних із формою й орієнтацією орбіти містять інформацію про історію формування цих об'єктів. (Див. нижче розділ Формування.)[1]
- Відстань світності[en] (5 до 100) і положення (з точністю до 10−3 стерадіан) системи. Оскільки форма сигналу кодує інші параметри системи, ми дізнаємося, наскільки сильний сигнал був, коли він випромінювався. Отже, можна зробити висновок про відстань до системи залежно від спостережуваної сили сигналу (оскільки вона зменшується з пройденою відстанню). На відміну від інших способів визначення відстаней порядку декількох мільярдів світлових років, таке визначення повністю самодостатнє й не покладається на шкалу космічних відстаней. Якщо система може бути узгоджена з оптичним колегою, то це забезпечує повністю незалежний спосіб визначення сталої Габбла на космічних відстанях.[1]
- Перевірка достовірності гіпотези Керра. Ця гіпотеза стверджує, що всі чорні діри обертаються за типом метрики Керра або метрики Керра-Ньюмена.[9]

## Формування
В даний час вважається, що центри більшості (великих) галактик складаються з надмасивної чорної діри масою від 106 до 109 мас Сонця (M☉) в оточенні кластера від 107 до 108 зірок, можливо, в 10 світлових років завширшки, що зветься ядро. Орбіти об'єктів навколо центральної надмасивної чорної діри постійно збурюються через взаємодію типу двох тіл з іншими об'єктами в ядрі, змінюючи форму орбіти. Іноді об'єкт може пройти досить близько до центральної надмасивної чорної діри на своїй орбіті, щоб спричинити велику кількість гравітаційних хвиль, що істотно впливає на орбіту. При певних умовах така орбіта може стати ОЗЕМС.
Для того, щоб стати ОЗЕМС, віддача від випромінювання гравітаційних хвиль повинна бути домінуючою корекцію орбіти (в порівнянні, наприклад, із взаємодією двох тіл). Це вимагає, щоб об'єкти, що обертаються навколо, мусять пройти дуже близько до центральної надмасивної чорної діри. Наслідком цього є те, що об'єкт не може бути великою важкою зіркою, тому що тоді він буде розірваний припливними силами
Однак, якщо об'єкт пройде дуже близько до центральної надмасивної чорної діри, то зробить пряме занурення через горизонт подій. Це дасть короткий насильницький сплеск гравітаційного випромінювання, яке було б важко виявити за допомогою планованих в даний час обсерваторій. Отже, створення ОЗЕМСу вимагає тонкого балансу між об'єктами, що проходить дуже близько і занадто далеко від центральної надмасивної чорної діри. В даний час, найкращі оцінки полягають в тому, що типова надмасивна чорна діра 106 M☉, буде захоплювати ОЗЕМС один раз кожні 106—108 років. Тобто, досвідчити таку подію в нашому Чумацькому Шляху малоймовірно. Проте, такі космічні гравітаційно-хвильової обсерваторії, як LISA, будуть здатні виявити події ОЗЕМСу на рівні космологічних відстаней, що призводить до очікуваної швидкості виявлення десь між кількома і декількома тисячами на рік.
Орбітальні зближення екстремального масового співвідношення, створені таким чином, як правило, мають дуже великі ексцентриситети (e > 0.9999). Початкові, високоексцентричні  орбіти можуть також бути джерелом гравітаційних хвиль, що випромінюють короткий сплеск, як компактний об'єкт проходить через периа́псис. Ці гравітаційно-хвильові сигнали відомі як сплески екстремального масового співвідношення. Оскільки орбіта скорочується через випромінювання гравітаційних хвиль, вона стає більш округлою. Коли вона скоротилася досить для того, щоб випромінювати сильні і часті гравітаційні хвилі, які можна буде постійно виявляти детектором LISA, ексцентриситет зазвичай становить близько 0,7. Оскільки очікується, що розподіл об'єктів в ядрі приблизно сферично симетричний, то, як очікується, не буде ніякої кореляції між вихідної площиною орбітального зближення і спіну центральних надмасивних чорних дір.
У 2011 році було відкрито важливу перешкоду на шляху до утворення ОЗЕМСу. Бар'єр Шварцшильда являє собою верхню межу ексцентриситету орбіт поблизу надмасивної чорної діри. В результаті гравітаційного розсіювання, яке виникає через обертовий момент від злегка асиметричного розподілу маси в ядрі ("резонансної релаксації"), виникає випадкове блукання ексцентриситету кожної зірки. Коли її ексцентриситет стає досить великим, орбіта починає піддаватися релятивістській прецесії, а також ефективність обертового моменту гаситься. Існує критичний ексцентриситет, при кожному значенні великої півосі, при якій зірки "відбиваються" назад до зниження ексцентриситету. Проникнення  через бар'єр може відбутися, але темп зародження ОЗЕМСів значно нижчий, ніж можна було б очікувати при відсутності бар'єра. Оцінки темпу створення ОЗЕМСів, зроблені до 2011 року, ігнорували цей ефект.
Однак, два роки по тому стало ясно, що роль спіну центральної надмасивної чорної діри в цьому питанні може мати вирішальне значення. Протягом довгого часу вважалося, що будь-яке ОЗЕМС, що створюється поза деяким критичним радіусом близько сотої частки парсека буде викинуто геть з орбіти захоплення або безпосередньо порине в надмасивну чорну діру на надзвичайно радіальній орбіті. Ці події привели б до одного або кілька спалахів, але не до узгодженого набору тисяч таких. Дійсно, якщо взяти до уваги спін, доведено, що ці орбіти захоплення не поринають, а накопичуються протягом тисячі циклів в смузі детектора. Оскільки вони приводяться в рух послабленням двох тіл, яке є хаотичним за своєю природою, вони не мають бар'єру Шварцшильда і не заблоковані. До того ж, оскільи вони походять з обсягу зоряного розподілу, темпи створення ОЗЕМСів більші. Додатково, через їхній більший ексцентриситет, вони гучніші, що збільшує обсяг виявлення. Таким чином, очікується, що ОЗЕМСи створюються на цих відстанях, шанси створення на таких відстанях домінують у порівнянні з заблокованими ОЗЕМСами, що створюються на відстані сотої частки парсека.

### Альтернативи
Відомо кілька альтернативних процесів виникнення орбітальних зближень екстремального масового співвідношення. Одним з можливих варіантів було б для центральної надмасивної чорної діри захопити прохідний об'єкт, який не пов'язаний з нею. Проте, проміжок, в якому об'єкт проходить досить близько до центральної чорної діри, щоб бути захопленим, але досить далеко, щоб уникнути безпосереднього занурення в чорну діру, вкрай малий, через що малоймовірно, що така подія в значній мірі може сприяти очікуваній частоті подій.
Інша можливість присутня, якщо виявляється компактний об'єкт у пов'язаній подвійній системі з іншим об'єктом. Якщо така система проходить досить близько до центральної надмасивної чорної діри, вона розділяється припливними силами, викидаючи один з об'єктів з ядра з високою швидкістю, а інший захоплюється центральною чорною дірою з відносно високою ймовірністю становлення ОЗЕМСу. Якщо більше ніж 1% від компактних об'єктів в ядрі знаходиться в подвійних системах, цей процес може конкурувати з «стандартною» картиною, описаною вище. ОЗЕМСи отримані такими способами, як правило, мають низький ексцентриситет, стаючи майже круговими орбітами на час виявлення детектором LISA.
Третій варіант може відбутися, якщо гігантська зірка проходить досить близько до центральної масивної чорної діри, щоб її зовнішні шари бути викинутими припливними силами, після чого ядро, що залишається, може стати ОЗЕМСом. Проте, залишається неясним, чи зв'язок між серцевиною і зовнішніми шарами гігантських зірок досить сильний для цього процесу, щоб мати достатньо істотний вплив на орбіту ядра.
І, нарешті, надмасивні чорні діри часто супроводжуються речовиною акреційного диску, що стікає в напрямку чорної діри. Якщо цей диск містить досить речовини, нестійкості можуть зруйнуватися, щоб сформувати нові зірки. Якщо досить масивні, вони можуть зруйнуватися, щоб сформувати компактні об'єкти, які автоматично знаходяться на траєкторії для виникнення ОЗЕМСу. Орбітальні зближення екстремального масового співвідношення, створені таким чином, характеризуються тим, що їхня площина орбіти сильно корелює з площиною акреційного диску і спіну надмасивної чорної діри.

### Орбітальне зближення середнього масового співвідношення
Окрім чорних дір зоряної маси і надмасивних чорних дів, припускається також існування третього класу чорних дір проміжної маси з масами від 102 до 104 M☉. Один із способів, як це формування може бути можливо, через ряд послідовних зіткнень зірок в молодому скупченні зірок. Якщо такий кластер формується в межах тисячі світлових років від ядра галактики, він буде тонути в напрямку центру через динамічного тертя. Після того, як досить близькі зірки відкинуться припливними силами і чорна діра проміжної маси  може продовжитися спіралеподібне кружляння навколо центральної надмасивної чорної діри. Така система з масовим співвідношенням близько 1000 відома як орбітальне зближення проміжного масового співвідношення (ОЗПМС англ. IMRI). Є багато факторів невизначеності в очікуваній частоті таких подій, але деякі розрахунки показують, що може бути до кількох десятків цих подій на рік, що можуть бути виявлені детектором LISA. Якщо ж ці події відбудуться, вони приведуть до надзвичайно сильного сигналу гравітаційної хвилі, що легко може бути виявлений.
Інший можливий шлях виникнення орбітального зближення проміжного масового співвідношення — це захоплення компактного об'єкта зоряної маси за допомогою одного з описаних вище способів чорною діри проміжної маси в кулястому скупченні. Оскільки центральний об'єкт значно менший, ці системи будуть виробляти гравітаційні хвилі з більш високою частотою, відкриваючи можливість виявлення їх наступним поколінням наземних обсерваторій, такими як Вдосконалена LIGO і Вдосконалена Virgo. Хоча частота подій для цих систем є вкрай невизначеною, деякі розрахунки показують, що Вдосконалена LIGO може спостерігати кілька з них на рік.

## Моделювання

Діаграма показує взаємозв'язок між різними підходами до моделювання орбітальних зближень екстремального масового співвідношення.

Хоча найсильніша гравітаційна хвиля від ОЗЕМСу може бути легко вирізнена з-поміж інструментального шуму детектора гравітаційних хвиль, більшість сигналів будуть глибоко поховані в інструментальному шумі. Проте, оскільки ОЗЕМС пройде через безліч циклів гравітаційних хвиль (~105), перш ніж зробити вирішальний крок у центральну надмасивну чорну діру, повинна ще бути можливість отримати сигнал, використовуючи узгоджене фільтрування. У цьому процесі, спостережуваний сигнал порівнюється з шаблоном очікуваного сигналу, посилюючи компоненти, які подібні до теоретичного шаблону. Для того, щоб бути ефективним, це вимагає точних теоретичних передбачень для хвильових форм гравітаційних хвиль, створюваних орбітальним зближенням екстремального масового співвідношення. Це, в свою чергу, вимагає точного моделювання траєкторії ОЗЕМСу.
Рівняння руху в загальній теорії відносності, як відомо, важко розв’язати безпосередньо. Отже, потрібно використовувати якісь схеми апроксимації. Орбітальні зближення екстремального масового співвідношення добре підходять для цього, оскільки маса компактного об'єкта значно менша, ніж центральної надмасивної чорної діри. Це дозволяє знехтувати масою компактного об’єкта або обробити згідно з теорією збурень.

### Постн’ютонівське розвинення
Один загальний підхід полягає в розширенні рівнянь руху для об'єкта з точки зору його швидкості, поділеної на швидкість світла, v/c. Це наближення є дуже ефективним, якщо швидкість дуже мала, але стає досить неточним, якщо v/c стає більше, ніж приблизно 0,3. Для подвійних систем, порівнянних за масою, ця межа не досягається аж до останніх декількох циклів орбіти. ОЗЕМСи, однак, провели останні від тисяч до мільйона циклів в цьому режимі, що робить постньютоновські розширення невідповідним інструментом.

### Чисельна відносність
Інший підхід полягає в тому, щоб повністю розв’язати рівняння руху чисельно. Нелінійний характер теорії це дуже ускладнює, але значного успіху було досягнуто в чисельному моделюванні заключної фази зближення подвійної системи зірок подібної маси. Велика кількість циклів ОЗЕМС роблять чисто чисельний підхід непомірно дорогим з точки зору часу обчислень.

### Гравітаційна само-сила
Велике значення співвідношення мас в ОЗЕМСу відкриває ще один шлях для наближення: розширення в співвідношенні одиниця до маси. У нульовому порядку, шлях легшого об'єкта буде геодезичним в часопросторі Керра надмасивної чорної діри. Виправлення, пов'язані із скінченним розміром маси легшого об'єкта більш можуть бути включені, по порядку в масовому співвідношенні, як ефективна сила на об'єкті. Ця ефективна сила відома як власна гравітаційна сила або як гравітаційна само-сила.
Значного прогресу було досягнуто в розрахунку власної гравітаційної сили для ОЗЕМСів в останнє десятиліття. Числові коди доступні для розрахунку власної гравітаційної сили на будь-якій пов'язаній орбіті навколо чорної діри, що не обертається (Шварцшильда). І значний прогрес був досягнутий для обчислення гравітаційної самосили навколо чорної діри, що обертається.

## Зноски
1. ↑  LISA матиме лише невеликий шанс виявлення таких сигналів, якщо вони походять з нашого Чумацького Шляху.[1]

## Подальше читання
- Miller, M. Coleman; Alexander, Tal; Amaro-Seoane, Pau; Barth, Aaron J.; Cutler, Curt; Gair, Jonathan R.; Hopman, Clovis; Merritt, David; Phinney, E. Sterl; Richstone, Douglas O. (2010). Probing Stellar Dynamics in Galactic Nuclei. Astro2010 Decadal Survey. 2010: 209. arXiv:0903.0285. Bibcode:2009astro2010S.209M.
- Hopman, Clovis (2006). Astrophysics of extreme mass ratio inspiral sources. AIP Conference Proceedings. 873: 241—249. arXiv:astro-ph/0608460. doi:10.1063/1.2405050.
- Amaro-Seoane, Pau (2012). Stellar dynamics and extreme-mass ratio inspirals. Living Reviews in Relativity. yet to appear: 5240. arXiv:1205.5240. Bibcode:2012arXiv1205.5240A.